# لابداکوس
لابداکوس (به یونانی: Λάβδακος) در اسطوره‌های یونان، پسر پولودوروس است.
در کودکی وارث پادشاهی تب شد. زمانی که به سن بلوغ رسید به جنگ پاندوین شاه آتن رفت. او در این جنگ به سختی شکست خورد و اندکی بعد مرد. از او پسری به نام لایوس به جا ماند که جانشین‌اش شد.